# Psydrax dicoccos
Psydrax dicoccos är en måreväxtart som beskrevs av Joseph Gaertner. Psydrax dicoccos ingår i släktet Psydrax och familjen måreväxter. IUCN kategoriserar arten globalt som sårbar.

## Underarter
Arten delas in i följande underarter:
- P. d. dicoccos
- P. d. lanceolatus